# Хосеп Марія Абарка
Хосеп Марія Абарка (ісп. Josep María Abarca, 19 червня 1974) — іспанський ватерполіст.
Олімпійський чемпіон 1996 року.